# Івашко Руслан Вікторович
Руслан Вікторович Івашко (нар. 10 листопада 1986, Гвіздець, Коломийський район, Івано-Франківська область) — український футболіст, нападник.

## Біографія
Вихованець «Буковини» з міста Чернівців. Перший тренер — Дмитро Гордей. Виступаючи за чернівецький клуб у першості U-19, проявив себе в грі проти «Таврії», з якою в результаті у 2004 році підписав контракт на 3,5 роки, проте виступав виключно за молодіжну команду, а 2005 року у складі клубу «Фенікс-Іллічовець» брав участь у аматорському чемпіонаті України.
У сезоні 2006/07 виступав за друголіговий «Хімік» (Красноперекопськ), зігравши 20 ігор в чемпіонаті, в яких забив 4 голи.
Влітку 2007 року перейшов до «Іллічівця», у складі якого дебютував у Першій лізі 19 липня, відзначившись відразу дублем у воротах клубу «Фенікс-Іллічовець». За підсумками сезону допоміг команді зайняти перше місце і повернутись до еліти, проте сам Іващко залишився в Першій лізі, перейшовши до «Десни».
На початку 2009 року підписав контракт з клубом «Фенікс-Іллічовець», в якому виступав до кінця 2010 року, поки клуб не було розформовано. За цей час відіграв за калінінський клуб 50 матчів у Першій лізі, в яких забив 7 голів.
На початку 2011 року на правах вільного агента підписав контракт з першоліговим білоцерківським «Арсеналом», але вже влітку того ж року став гравцем ужгородського «Закарпаття». Не змігши закріпитись в складі команди, сезон 2011/12 провів на правах оренди за друголігове «Прикарпаття» та першоліговий бурштинський «Енергетик», а весь наступний сезон разом з одноклубником Владиславом Микуляком провів в оренді в першоліговій «Полтаві».
15 серпня 2013 року на правах оренди до кінця року був відданий до новачка Першої ліги тернопільської «Ниви». Взимку 2014 роки після закінчення контракту з «Говерлою» Івашко на правах вільного агента перейшов в білоруський клуб «Торпедо-БелАЗ». У цій команді нападник зіграв 15 матчів у вищому дивізіоні сусідньої країни, але відзначитися забитим голом зумів лише один раз. Після закінчення контракту з «Торпедо», Івашко планував продовжити виступи в Білорусі. Міг опинитися в «Граніті» або «Вітебську», проте до контракту справи не дійшли.
В березні 2015 року підписав контракт із клубом Першої ліги «Гірник-спорт» (Комсомольськ). 1 січня 2016 стало відомо про перехід Руслана до складу харківського «Геліоса». У липні 2017 року залишилив харківську команду, провівши при цьому 37 матчів у всіх турнірах.
У тому ж місяці перебував у складі рідної «Буковини», однак через кілька тижнів підписав контракт з білоруським клуб «Іслоч». У складі «вовків» по грав до завершення чемпіонату сезону 2017, в якому зіграв 11 матчів та відзначився 3 голами. На початку березня 2018 року підписав контракт з українським першоліговим клубом «Волинь», за який виступав до завершення 2017/18 сезону.
З 2019 року виступав за один із найсильніших аматорських клубів чемпіонату Чернівецької області: «Волока», а з травня того ж року виступає вже за представника Хмельницького обласного чемпіонату: «Епіцентр» (Дунаївці).

## Досягнення
Професіональний рівень
- Переможець Першої ліги України: 2007/08

Аматорський рівень
- Віце-чемпіон України (1): 2019/20